# موجة الحر في غرب أمريكا الشمالية 2021
موجة الحر في غرب أمريكا الشمالية 2021 هي موجة حر شديدة بدأت في أواخر يونيو 2021 في غرب أمريكا الشمالية وتؤثر على جزء كبير من شمال غرب المحيط الهادئ وغرب كندا، أثرت الحرارة على شمال كاليفورنيا، وأيداهو، وغرب نيفادا، وأوريجون، وواشنطن في الولايات المتحدة، وكولومبيا البريطانية، وألبرتا، ومانيتوبا، والأقاليم الشمالية الغربية، وساسكاتشوان، ويوكون. وأثرت أيضًا على المناطق الداخلية في وسط وجنوب كاليفورنيا،  وشمال غرب وجنوب نيفادا وأجزاء من مونتانا ووايومنغ.
ظهرت موجة الحرارة بسبب تمركز سلسلة من التلال الحرارية القوية فوق المنطقة، والتي أستمدت قوتها من تأثير تغير المناخ،  مما أنتج أعلى درجات حرارة مُسجلة في المنطقة،  وأعلى درجة حرارة تم قياسها على الإطلاق في كندا عند 49.6 درجة مئوية (121.3 درجة فهرنهايت).
تسببت موجة الحر في اندلاع حرائق واسعة النطاق في الغابات وصلت إلى مئات الكيلومترات المربعة، ودمرت قرية ليتون في كولومبيا البريطانية، التي سُجلت فيها درجة حرارة قياسية في كندا، كما تسببت الحرارة في إلحاق أضرار بالبنية التحتية للطرق والسكك الحديدية، وإغلاق الشركات، وتعطيل الأحداث الثقافية، وذوبان الجليد مما أدى إلى حدوث فيضانات.
تسببت الموجة في مئات الوفيات، فيما لا يزال العدد الدقيق للوفيات غير معروف لكنه يتزايد، وقال كبير المحققين في كولومبيا البريطانية في 2 يوليو 2021 أن حوالي 480 حالة وفاة مفاجئة سُجلت أكثر من المعتاد في المقاطعة وأن معظمهم أو جميعهم ربما ماتوا نتيجة للموجة. أما في الولايات المتحدة فقد بلغت الوفيات ما لا يقل عن 95 حالة وفاة في ولاية أوريغون منها 59 حالة في مقاطعة مولتنوماه والتي تشمل بورتلاند،  و38 حالة أخرى على الأقل في واشنطن.

## تاريخ الأرصاد الجوية

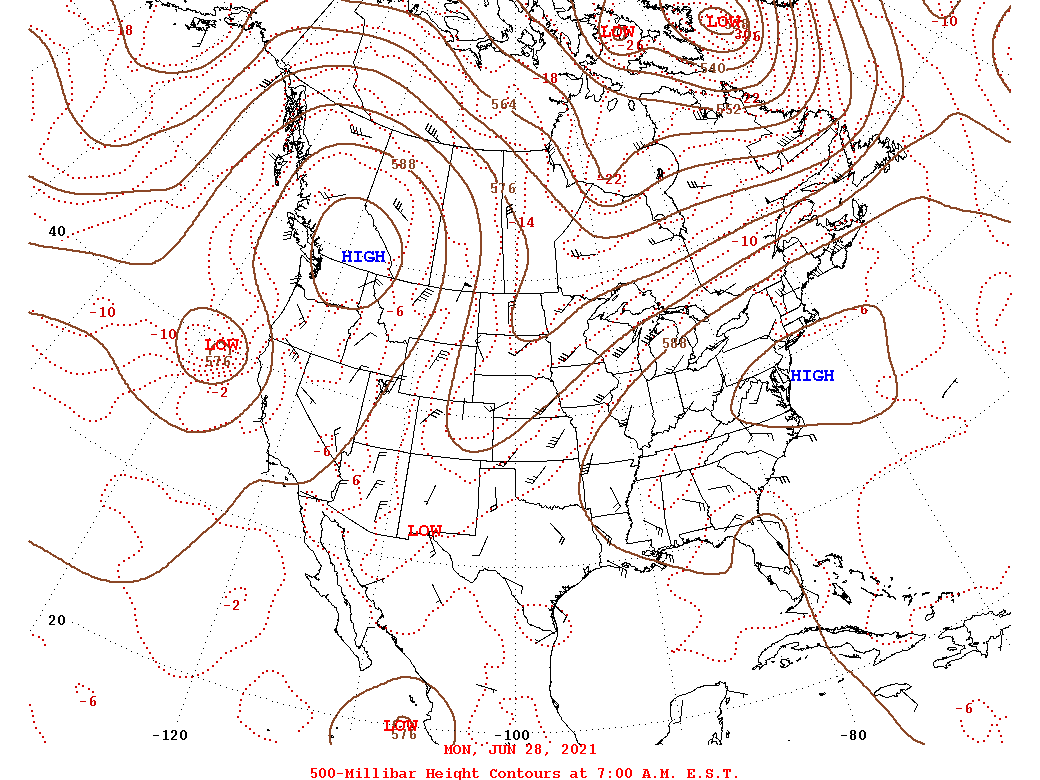
مخطط ارتفاع الجهد الجغرافي عند 500 مليبار في الساعة 11:00 بالتوقيت العالمي المنسق في 28 يونيو 2021، يمكن رؤية مركز القبة الحرارية التي تسببت في موجة الحر فوق الجزء الداخلي لكولومبيا البريطانية

في 23 يونيو حذرت هيئة الأرصاد الجوية الأمريكية من اقتراب موجة حر في شمال غرب المحيط الهادئ،  وأرجعت أصولها إلى هطول أمطار غزيرة في الصين،  والتي تؤدي لأرتفاع الهواء الرطب الدافئ الذي يسحبه التيار النفاث وينقله شرقًا فوق مياه أكثر برودة، وحينها يواجه هذا التيار الهوائي منطقة ضغط مرتفع عالية المستوى تسمى "سلسلة التلال"، بدأ التيار الهوائي يتشوه في 25 يونيو بشكل كبير،  وفي الوقت نفسه تعاني الولايات الجنوبية الغربية في الولايات المتحدة من جفاف شديد،  سمح في يونيو بأرتفاع درجات الحرارة أعلى من المتوسط فوق جنوب غرب الولايات المتحدة مؤديًا إلى موجة ساخنة مماثلة،  انتقلت بقاياها إلى شمال غرب المحيط الهادئ. وفي 29 يونيو أصدرت وزارة البيئة الكندية تحذيرًا من أرتفاع الحرارة في ألبرتا وساسكاتشوان وكولومبيا البريطانية ومانيتوبا ويوكون والأقاليم الشمالية الغربية.

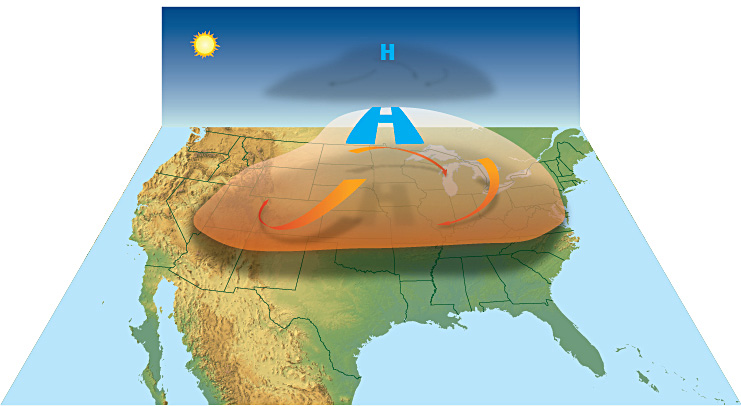
تشكل موجة حرارية عبر قبة حرارية، في هذا السيناريو تدفع منطقة الضغط المرتفع الهواء إلى الأسفل مما يؤدي إلى تسخين عمود الهواء، وبسبب الضغط المرتفع لا يستطيع الهواء الخروج منها عندما يخف وزنه وترتفع حرارته بسبب طاقة الشمس، ويشبه هذا الوضع الطهي بوعاء الضغط.

مهدت هذه الظروف الطريق لكتلة ريكس ضخمة،  والتي غالبًا ما تكونت خلال سنوات النينيا. وفي هذه الحالة تظل منطقة الضغط العالي هناك لفترة طويلة ولا تسمح للأعاصير بالمرور من خلالها وتؤدي لتبريد المنطقة. ونظرًا لأن شمال غرب المحيط الهادئ عانى من ظروف جفاف قاسية مثل الجنوب الغربي تمامًا، كان الهواء الدافئ يسخن بسرعة أكبر من المعتاد،  وأدى ذلك إلى تكثيف التلال بشدة والتسبب في تشكل قبة حرارية. وأدت الرياح المنحدرة من سلسلة كاسكيد وسلاسل الجبال الأخرى إلى زيادة حرارة الهواء في الوديان.
بعد أن حلقت القبة الحرارية فوق كولومبيا البريطانية وشمال غرب الولايات المتحدة لبضعة أيام، تحركت شرقًا وحطمت الأرقام القياسية شرق جبال روكي لا سيما في الأجزاء الشمالية من مقاطعات البراري، ولكنها جلبت الراحة إلى ساحل المحيط الهادئ. وفي هذه المرحلة تُحتفظ الحرارة بين الجبهتين الباردة والدافئة لمنطقة الضغط المنخفض المُتشكلة فوق الأقاليم الشمالية الغربية الجنوبية، ونُقلت شرقًا باتجاه خليج هدسون،  ومن المتوقع حدوث ظروف شديدة الحرارة في الأيام القادمة في مناطق أقصى الشرق مثل مونتانا،  ومانيتوبا،  وفي أقصى شمال غرب أونتاريو،  على الرغم من عدم توقع أرتفاع درجات الحرارة.
بحلول 4-5 يوليو عبرت بقايا موجة الحر خليج هدسون وأدت المياه الباردة لإضعافها إلى حد ما، ودخلت كيبيك  ثم لابرادور،  وأدت لارتفاع درجات الحرارة إلى 30 °م (86 °ف)، وكسرت الأرقام القياسية اليومية في بعض المناطق في مقاطعة نيوفندلاند ولابرادور الواقعة أقصى شرق كندا، وفي 7 يوليو دخلت منطقة الضغط المنخفض إلى المحيط الأطلسي وحينها تبددت الحرارة التي تحملها منطقة الضغط المنخفض أخيرًا.

### تغير المناخ وعوامل إضافية
يُعتبر التغير المناخي في كندا والولايات المتحدة من أهم الأسباب الرئيسية لشدة موجة الحر وطول مدتها غير المسبوق،  ووفقًا لدراسة أولية لم تخضع بعد لمراجعة الأقران، زاد تغير المناخ من احتمالية حدوث موجة حرارة مماثلة بحوالي 150 ضعفًا على الأقل. ولا يُعتقد بأن تواتر موجات الحر بسبب الاحتباس الحراري،  وتُعتبر منطقة شمال غرب المحيط الهادئ من أكثر المناطق تسخينًا في الولايات المتحدة القارية وجنوب كندا وذلك وفقًا للبيانات المقدمة من فيريسك، بالإضافة إلى ذلك يمكن أن يؤدي تأثير الجزر الحرارية الحضرية إلى تفاقم التأثير في المدن. واستنادًا إلى البيانات التاريخية فقد لاحظ العديد من خبراء الأرصاد الجوية أن هذه الظاهرة يمكن توقع حدوثها مرة واحدة فقط على مدى عدة آلاف من السنين. ويرى ديفيد ساوشين العالم بجامعة ريجينا "إن التوقعات المناخية قد توقعت حدوث موجة حرارة من نفس الشدة في أواخر العقد الأول من القرن الحادي والعشرين على أقرب تقدير.

## سجلات درجات الحرارة
أرتفعت درجة الحرارة في جزء كبير من شمال غرب المحيط الهادئ، المعروف عادة بطقسه المعتدل في يونيو، حيث أرتفعت فوق المعدل الطبيعي أكثر من 11-19 درجة مئوية (20-35 درجة فهرنهايت) خلال هذه الموجة،  وكانت درجات الحرارة شاذة لدرجة أن درجات الحرارة المنخفضة ليلًا كانت أعلى من متوسط درجات الحرارة المرتفعة التي كانت هذه المنطقة تلاحظها عادة في هذا الوقت من العام.
أدت الموجة الحارة وأحداث الطقس المتطرفة الأخرى في أماكن أخرى، إلى أن يصبح شهر يونيو هو الأكثر سخونة في السجلات،  كما ساهمت أيضًا في كون الشهر ذاته الأكثر سخونة على الإطلاق بالنسبة لبعض المناطق مثل فيكتوريا وأبوتسفورد وكاملوبس وإدمونتون (كندا)،  وفي بورتلاند أوريغون،  وسُجلت أكثر درجات الحرارة المتوسطة سخونة لشهر يونيو في سياتل،  وسبوكان.

### كندا
سُجلت أعلى درجة حرارة لموجة الحر في كولومبيا البريطانية، وفي 29 يونيو سُجلت درجة حرارة 103 فهرنايت وهي  أكبر سجل حرارة على الإطلاق عبر غرب كندا.

### الولايات المتحدة

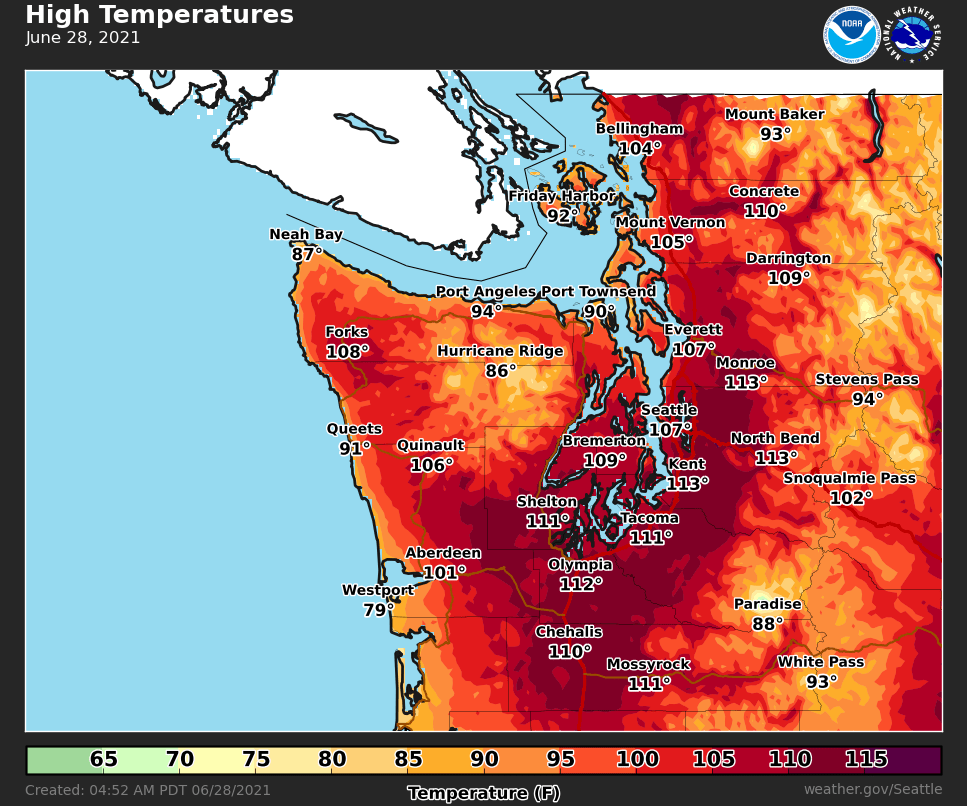
درجات الحرارة المرتفعة المتوقعة في غرب واشنطن في 28 يونيو 2021

شهدت العديد من المدن الكبرى ومنها سياتل وبورتلاند وسبوكان درجات حرارة عالية تجاوزت 100 °ف (38 °م) ودرجات حرارة منخفضة أعلى من درجات الحرارة اليومية المرتفعة العادية للمنطقة.
لوحظت أعلى درجة حرارة خلال موجة الحر في الولايات المتحدة في بيشاستين في مقاطعة شيلان بواشنطن، حيث ارتفعت درجات الحرارة في 29 يونيو إلى 119 °ف (48 °م)، متجاوزة بشكل طفيف أعلى مستوى سابق على الإطلاق في الولاية،  وكانت الأجزاء الجنوبية الشرقية من المناطق الداخلية لواشنطن ساخنة بنفس القدر تقريبًا،  وتشير البيانات الأولية إلى أن محطة في ألبوا كريك بالقرب من كلاركستون واشنطن، سجلت درجة حرارة 122.9 °ف (50.5 °م) في نفس اليوم.

## التأثير
تمثل موجة الحر مشكلة للمدن الكبرى في الشمال الغربي، حيث كانت نسبة مدينة سياتل هي الأدنى في عدد المنازل المكيفة بين مناطق المترو الرئيسية في الولايات المتحدة، وأما مدينة بورتلاند فقد كانت ثالث أدنى نسبة،  وقد وجد مسح أجراه مكتب الإحصاء الأمريكي في عام 2015 أن 33% فقط من منازل سياتل تحتوي على وحدات تكييف هواء (A/C)، وأرتفعت هذه النسبة إلى 44% في مسح 2019 ويُرجح سبب ذلك إلى اتجاه الاحترار في تلك المنطقة،  أما في كولومبيا البريطانية فمعدل المنازل المكيفة أقل على الرغم من الزيادات الملحوظة على مر السنين فقد قدرت هيئة الطاقة والكهرباء في كولومبيا البريطانية أن نسبة سكان المقاطعة الذين يستخدمون أجهزة التبريد تبلغ 34% فقط،  بينما أشار تحليل مُنفصل إلى أن نسبة المنازل التي تستخدم تكييف الهواء في منطقة مترو فانكوفر الإقليمية تبلغ 19% فقط في 2017. ولهذه الأسباب تنازلت السلطات عن القيود التي المُتعلقة لملاجئ التبريد [الإنجليزية] المُخصصة التي فرضتها أثناء جائحة كوفيد-19 في ولاية أوريغون،  وواشنطن،  وكولومبيا البريطانية.
وبسبب درجات الحرارة الشديدة والجفاف الشديد وجه علماء ورجال إطفاء وسياسيين نداءات إلى المواطنين لحثهم على عدم استخدام الألعاب النارية خلال احتفالات عيد الاستقلال في غرب الولايات المتحدة،  وفي يوم كندا في ألبرتا.

### كندا

#### مقاطعات البراري
في مقاطعة ألبرتا إحدى مقاطعات البراري [الإنجليزية]، لاحظ مشغل نظام ألبرتا الكهربائي [الإنجليزية] ارتفاع الطلب على الطاقة وتوجهه ببطئ نحو أعلى مستوى له على الإطلاق 11,721 ميجاواط (15,718,000 حصان)، مما دفعه لمطالبة المستهلكين رسميًا للاقتصاد في استهلاك الطاقة،  وتدهورت البنية التحتية للطرق في ألبرتا ووردت أنباء عن ذوبان الطاولات والمقاعد تحت أشعة الشمس.

### الولايات المتحدة

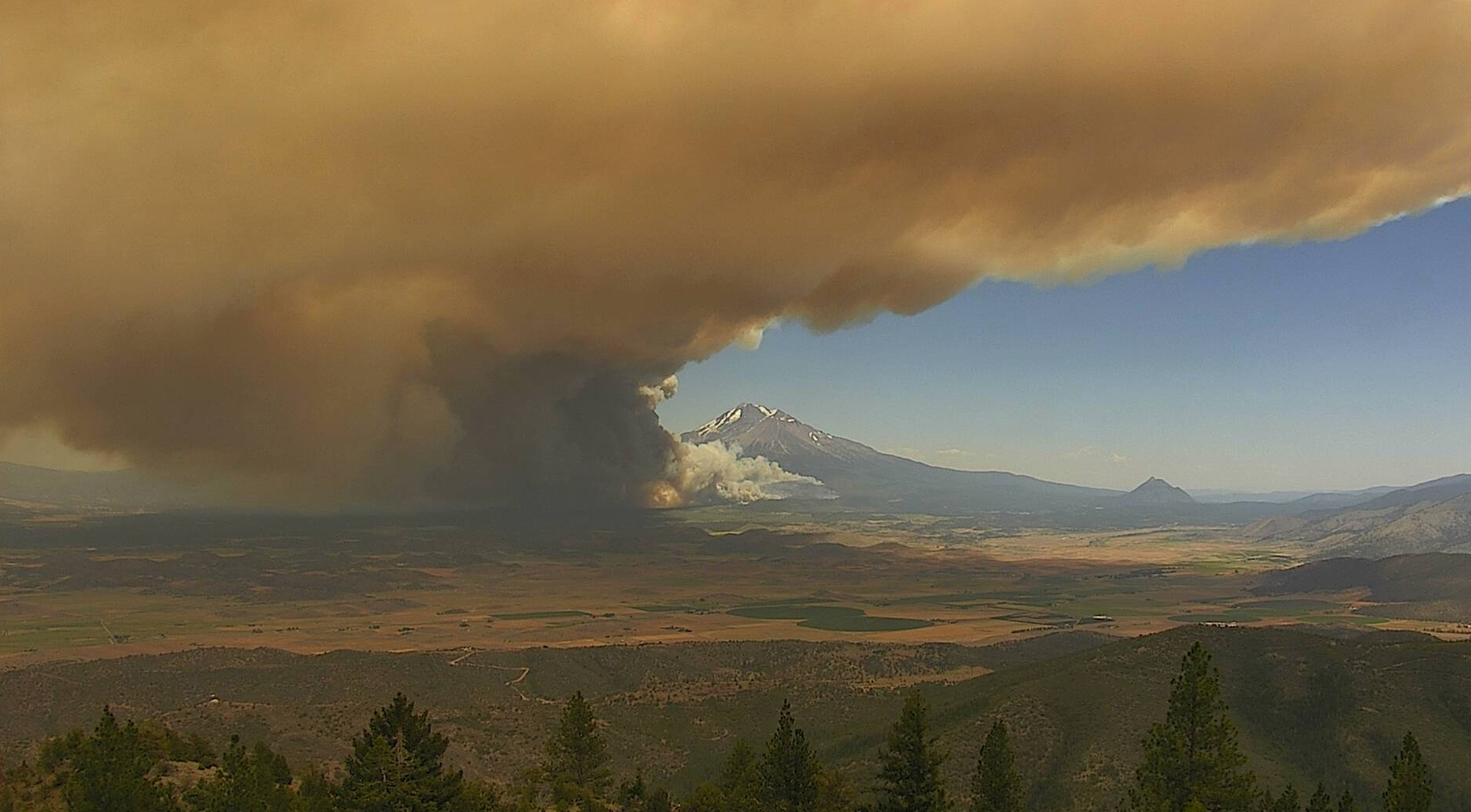
حريق هائل مشتعل بالقرب من جبل شاستا في 28 يونيو 2021

تسببت موجة الحر في إلحاق أضرار بالبنية التحتية في مناطق شمال غرب المحيط الهادئ، حيث أدى التمدد الحراري إلى انبعاج الطرق ومنها الطريق السريع 5 وإغلاقها،  وأدت الحرارة إلى انبعاج وتشوه السكك الحديدية في مسار امتراك كاسكيدز ويؤدي ذلك إلى إبطاء سرعة سير قطار الركاب،  وبالإضافة إلى ذلك تسببت الحرارة في اندلاع حرائق كبيرة في جميع أنحاء الساحل الغربي ونشرت السطات 9 ألف رجل إطفاء لإخمادها.